# Trinomys eliasi
Trinomys eliasi és una espècie de mamífer rosegador de la família de les rates espinoses. És endèmica de l'estat de Rio de Janeiro (Brasil). Es tracta d'un animal crepuscular i solitari. El seu hàbitat natural són els boscos de terra ferma. L'amenaça principal per a la supervivència d'aquesta espècie és la destrucció del seu hàbitat.
Aquest tàxon fou anomenat en honor de l'ornitòleg brasiler Elias Pacheco Coelho.